# Prnjavor (gmina Gornji Milanovac)
Prnjavor (cyr. Прњавор) – wieś w Serbii, w okręgu morawickim, w gminie Gornji Milanovac. W 2011 roku liczyła 133 mieszkańców.